# 攻防線

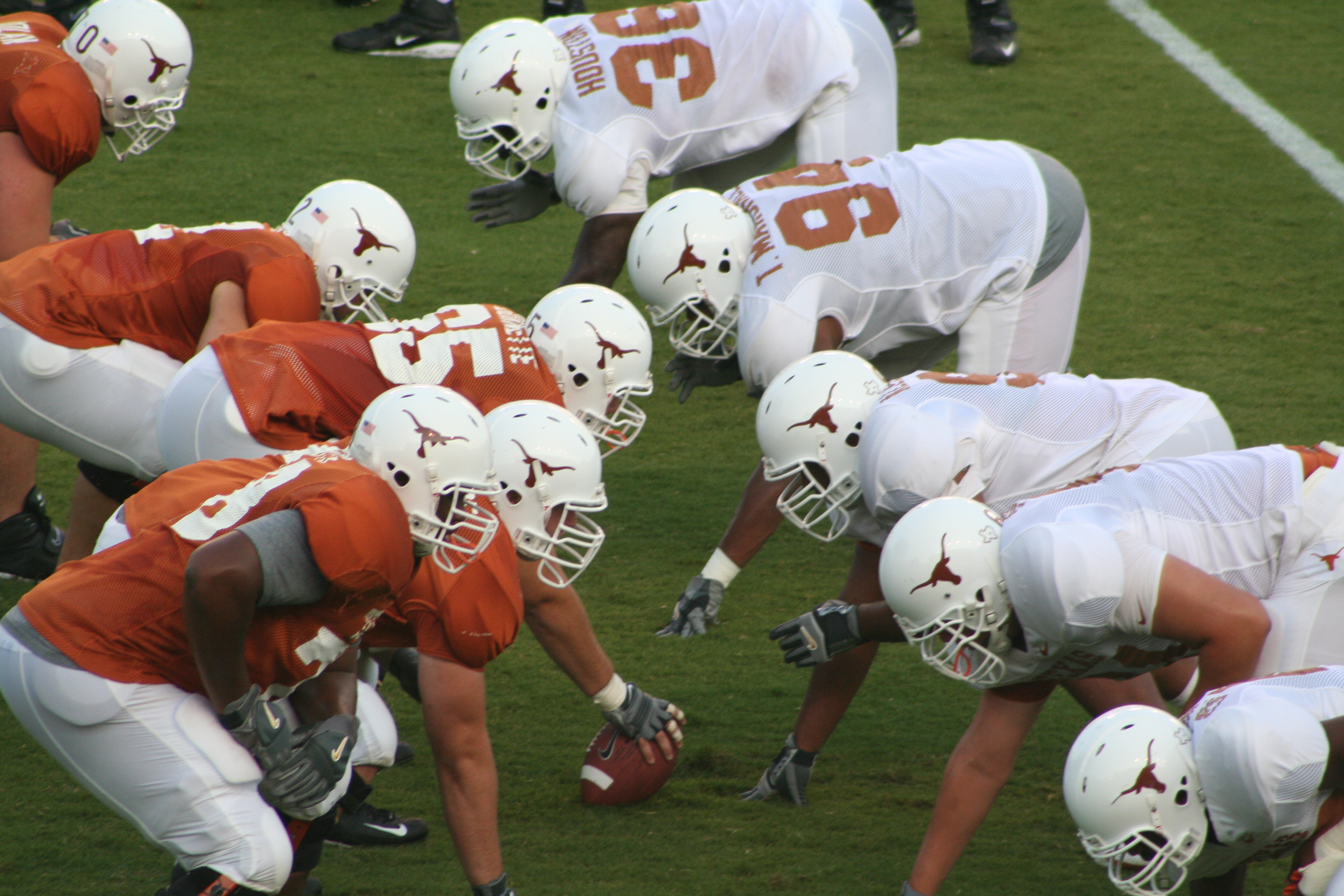
美式足球防守方球員站在攻防線後方即可

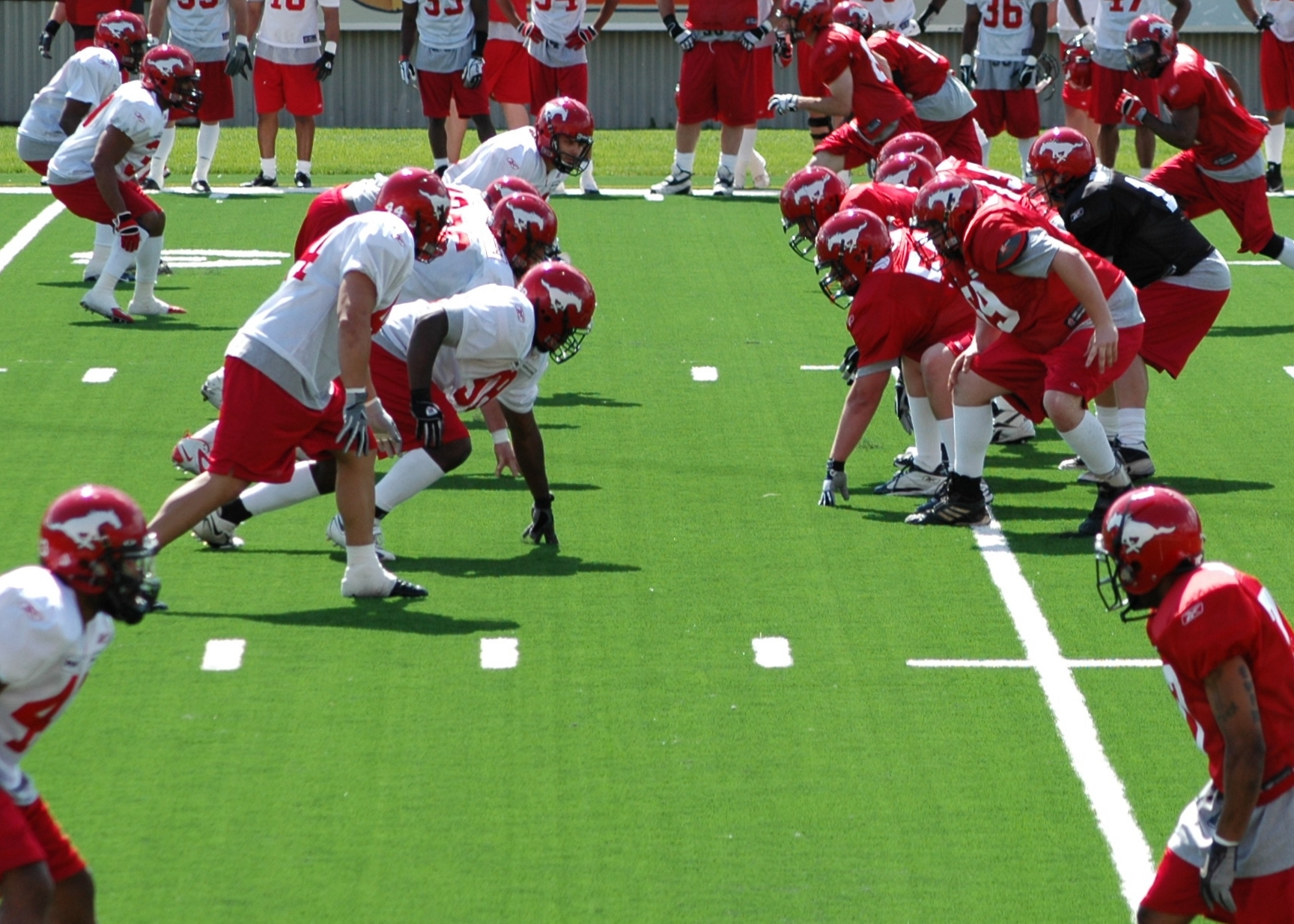
加拿大式足球防守方球員站在攻防線後方一碼以上

攻防線（Line of scrimmage），是加拿大式足球與美式足球比賽過程中的一條場地假想線，用以在新一波進攻行動開始前，區隔攻擊方與防守方的球員。
攻防線實際上是平行於達陣線的兩條直線，一條與球的前端切齊，另一條與球的後端切齊，兩條線中間的狹長地帶稱為「中立區」。在美式足球比賽中，防守方球員站在靠近己方的攻防線之後即可；但在加拿大式足球比賽中，防守方球員至少要距離攻防線一碼以上。